# On a très peu d'amis
Pour plus de détails, voir Fiche technique et Distribution.
On a très peu d'amis est un film français réalisé par Sylvain Monod, sorti en 1998.

## Fiche technique
- Titre français : On a très peu d'amis
- Réalisation : Sylvain Monod
- Scénario : Sylvain Monod, Nathalie Donnini, Philippe Rebbot et Gérald Sibleyras
- Photographie : Olivier Guéneau
- Montage : Yann Dedet
- Musique : Mambomania
- Production : Paulo Branco
- Pays d'origine :  France
- Genre : comédie
- Durée :
- Date de sortie : 1998

## Distribution
- Mathieu Amalric : Ivan
- Michel Vuillermoz : Serge
- Yvon Back : Maxence
- Dominique Reymond : Maryse
- Stéphane Butet : Richard
- Margot Abascal : Evelyne
- Éric Prat : Maurice
- Françoise Lebrun : Rose
- Jean-Claude Frissung : Louis
- Hervé Pierre : Paul
- Bernard Lévy : Le speaker
- Valeria Bruni Tedeschi : Michèle
- Chiara Mastroianni : Viviane
- Gabriel Julien-Laferrière
- Philippe Rebbot
- Gérald Sibleyras